# Николас Блумберген
Николас Блумберген (хол. Nicolaas Bloembergen; Дордрехт, 11. март 1920 — Тусон, 5. септембар 2017) био је холандско-амерички физичар, који је 1981. године, добио Нобелову награду за физику „за допринос развоју ласерске спектроскопије”.